# Nexanstornet
Nexanstornet, även Haldentornet är ett 120 meter högt torn på Nexans fabriksområde i Halden i Østfold fylke i Norge. Tornet, som är Norges högsta byggnad, byggdes år 1992 av Alcatel som en del av en fabrik för tillverkning av kablar med isolering av tvärbunden polyeter (PEX). 
När tornet byggdes var det hundra  meter högt, men i samband med en avknoppning av kabeltillverkningen till ett eget bolag år 2000 omstrukturerades verksamheten och fabriken i Halden byggdes ut. År 2010 ökades tornets höjd med 20 meter och det blev Norges högsta byggnad. Det finns  planer på att bygga ett ännu högre torn på 138 meter på fabriksområdet.